# Шорон, Александр Этьен (шеф)

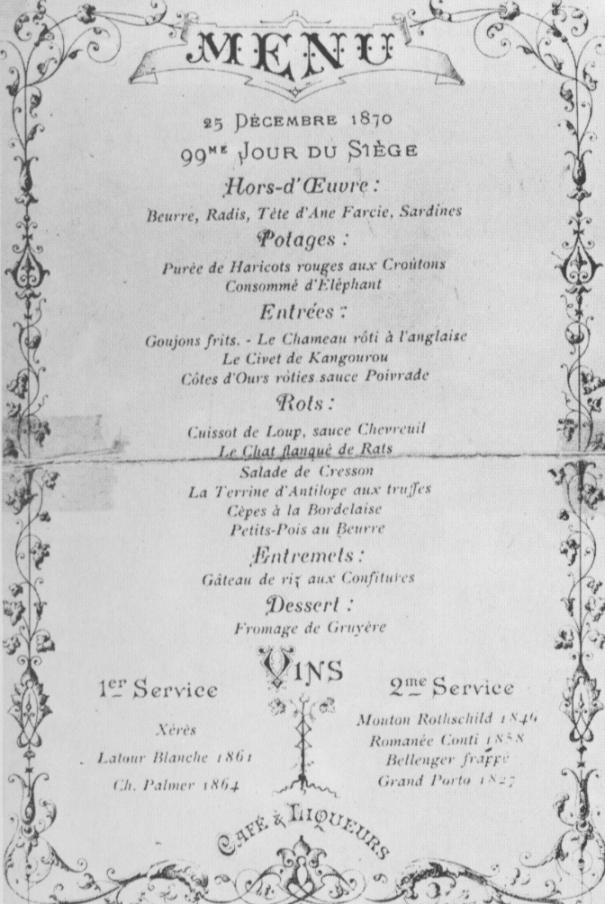
Рождественское меню во время осады Парижа 1870 года, составленное Шороном для шикарного ресторана «Вуазен» (Voisin)

Александр Этьен Шоро́н (фр. Alexandre Étienne Choron; 1837, неизвестно — 1924, неизвестно) — французский шеф-повар, прославившийся изобретательностью в приготовлении блюд из конины, антилопы, слона, осла, крыс и мышей во время осады Парижа и разразившегося в городе голода в 1870 году. Автор соуса, носящего его имя и являющегося модификацией беарнского соуса.
Шеф-повар знаменитого ресторана «Вуазен» (фр. Voisin) на улице Сен-Оноре Шорон прославился рождественским меню в декабре 1870 года, в котором значились фаршированная ослиная голова, слон, антилопа, верблюд, медведь, кошка и крыса.
В разгар осады Парижа пруссаками, начавшейся 19 сентября 1870 года, простые горожане были вынуждены есть кошек, собак и крыс. Буржуазия не соглашалась употреблять в пищу такое низкопробное мясо, а спрос в дорогих ресторанах оставался высоким. Поскольку запасы продовольствия истощались, эти рестораны, включая «Вуазен», импровизировали. Когда владельцы зверинца в Саду растений объявили, что не могут прокормить своих животных и предлагают их на мясо, Шорон начал покупать их и готовить экзотические блюда. Ночную рождественскую трапезу 1870 года он сервировал из отборного мяса бывших обитателей Сада растений, подав их с изысканными винами: Мутон-Ротшильд 1846 года, Роман-Конти 1858 года и Шато Палмер 1864-го.
Шорон также получил известность благодаря своим блюдам из мяса слонов Кастора и Поллукса из вышеупомянутого зверинца: Trompe d'éléphant и Éléphant bourguignon (слонина по-бургундски). Их мясо Шорон купил для своего ресторана по цене 15 франков за фунт. К 13 января в «Вуазене» закончилась и слонина. Осада была снята через две недели.